# Тетрамеза пунктирована
Тетраме́за пунктиро́вана (Tetramesa punctata) — вид перетинчастокрилих комах з родини Евритомід. Дуже рідкісний паразитичний вид, описаний лише за одним місцезнаходженням. Вузький ендемік України, занесений до національної Червоної книги.

## Морфологічні ознаки
Тіло самиці видовжене з досить широкими грудьми і циліндричним видовженим черевцем, завдовжки — 2–4 мм. Самець дещо менших розмірів — його довжина сягає 2–3 мм. Тіло у представників обох статей чорне, голова, груди та черевце з однорідною крапчастою скульптурою. Вусики самиці коротко опушені з 5-члениковим джгутиком та 3-члениковою булавою, вусики самця — з 7-члениковим джгутиком, всі членики з довгим, рясним опушенням. Крила прозорі, безбарвні. Жилкування крил з короткими радіальною та постмаргінальною жилками. Черевце самиці сидяче, помітно довше за груди, самця — стебельчасте, коротше за груди. Груди масивні, з широкою передньоспинкою, проміжний сегмент помірно похилий. У самиць помітний короткий яйцеклад, що не виступає за вершину черевця.

## Поширення
Вид описаний по знахідці, зробленій на теренах заповідника «Стрільцівський степ» (Луганська область, Україна). Наразі описана популяція залишається єдиною відомою у світі, таким чином, тетрамеза пунктирована належить до вузьких ендеміків України і підлягає суворій охороні.
Комаха паразитує на суцвіттях ковили Лессінга, тому її ареал прив'язаний до цілинних ділянок степу, на яких домінує ця рослина. Оскільки ковила Лессінга занесена до Червоної книги України, то невеликі площі, зайняті нею, в свою чергу, додатково обмежують поширення тетрамези пунктированої.

## Особливості біології
Літ імаго відбувається на початку травня. Самиця відкладає яйця в стебла ковили Лессінга під час формування суцвіть цього злаку. Заражене суцвіття перетворюється на своєрідний видовжений гал, густо опушений коротким яскраво-жовтим пухом. В середині гала міститься велика кількість личинок, що розвиваються кожна в окремій комірці. Вид дає одну генерацію на рік, зимує доросла личинка, що лялькується навесні.

## Загрози та охорона
Головною загрозою для існування виду є скорочення ареалу кормової рослини — ковили Лессінга внаслідок розорювання земель, надмірних пасовищних навантажень тощо.
Заходи охорони тетрамези пунктированої не розроблені, але охорона ковили Лессінга на теренах пам'яток природи та у степових заповідниках, сприятиме збереженню її чисельності.